# 逢妻川
逢妻川（あいづまがわ）は、愛知県西三河地方を流れる境川水系の二級河川。

## 地理
豊田市三軒町を源流とする逢妻男川と豊田市大清水町を源流とする逢妻女川が、豊田市駒場町・駒新町と知立市逢妻町の市境付近で合流、ここを起点として逢妻川となる。複数の支川を集めながら刈谷市を西方へ流下する。刈谷市泉田町付近から境川本流に沿って流れ、刈谷市衣崎町付近で衣浦湾へ注ぐ。法河川延長10.7キロメートル、流域面積87.4平方キロメートル。

## 流域の自治体
愛知県
豊田市、知立市、刈谷市

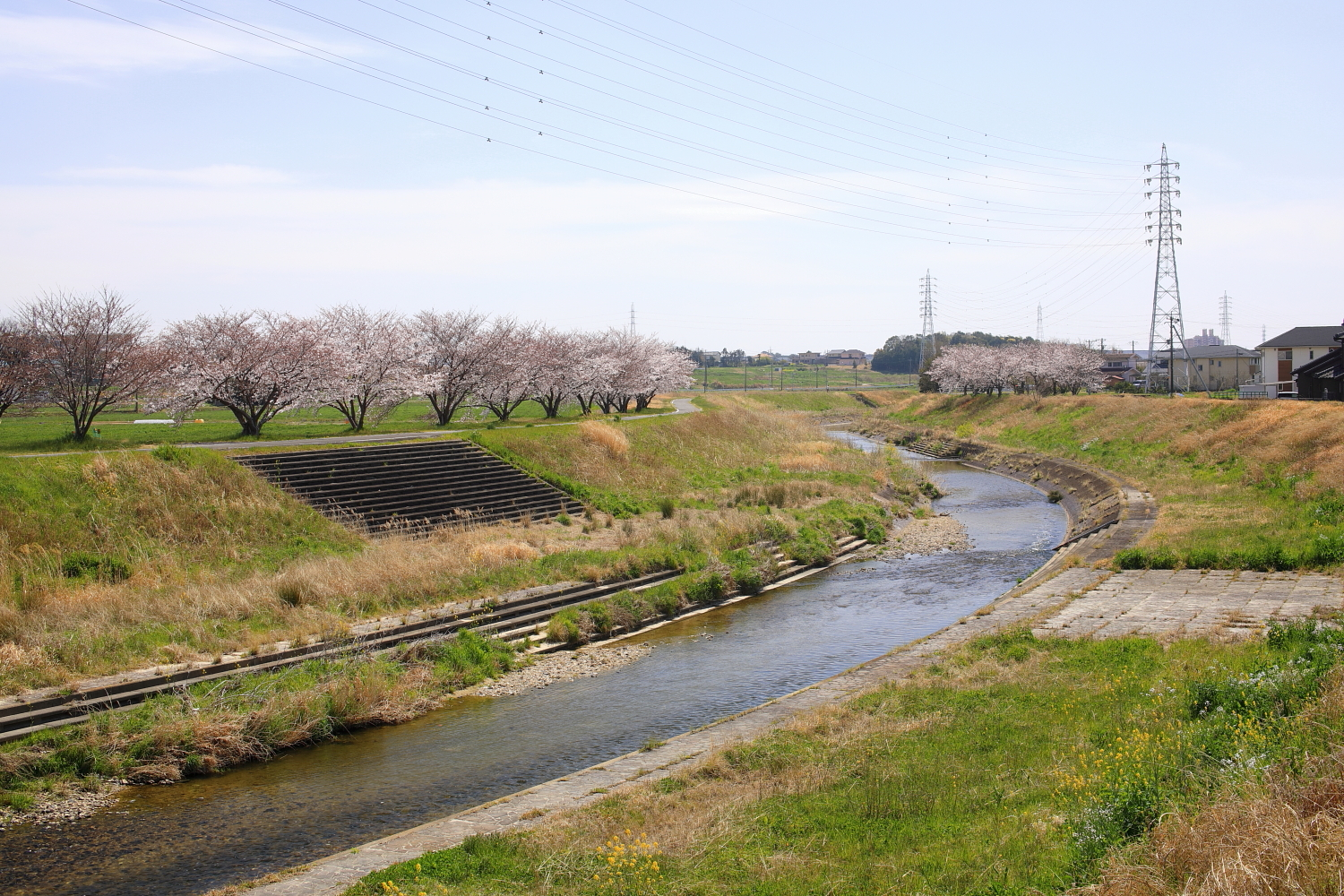
逢妻女川（豊田市本田町）
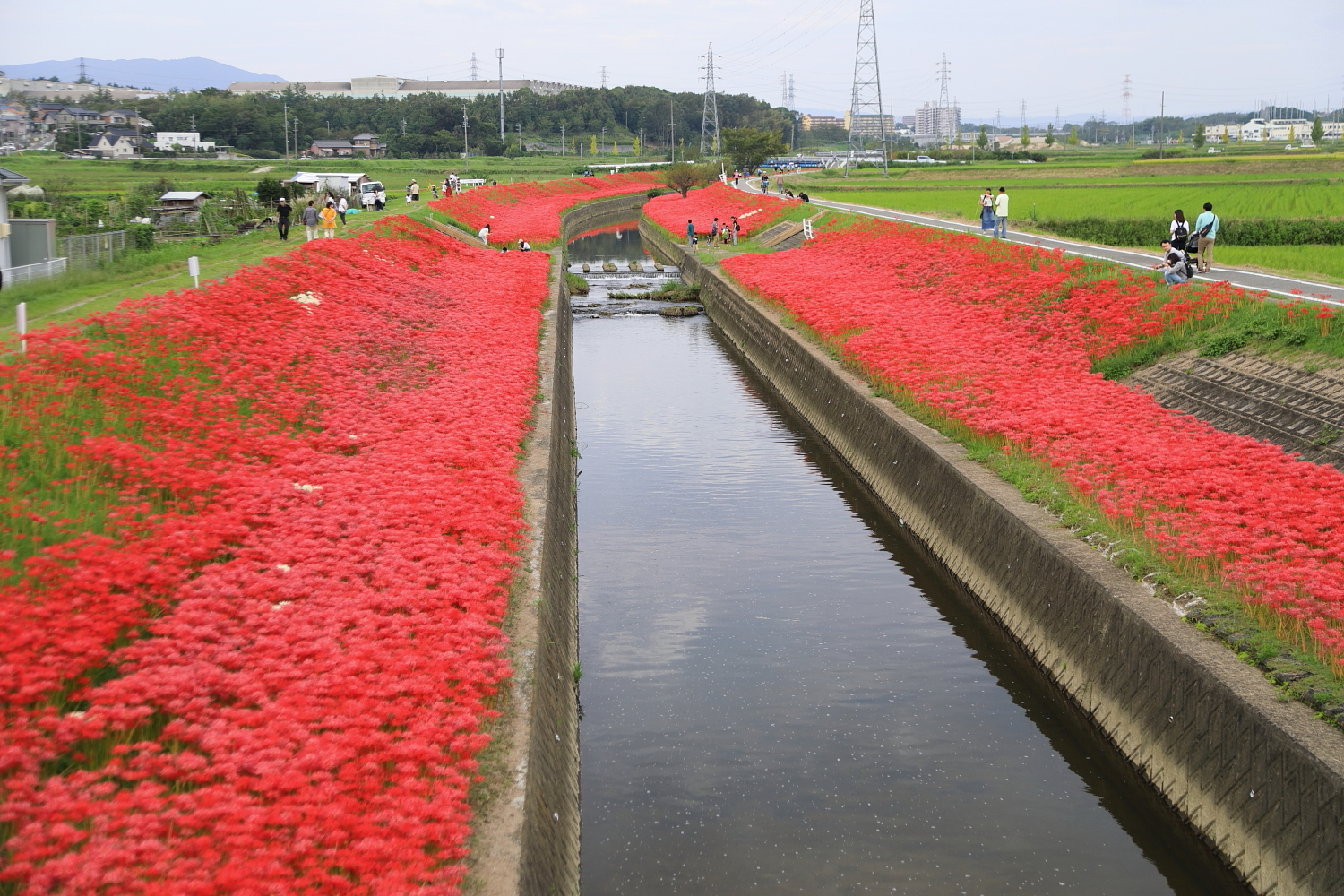
逢妻女川（豊田市宮上町）
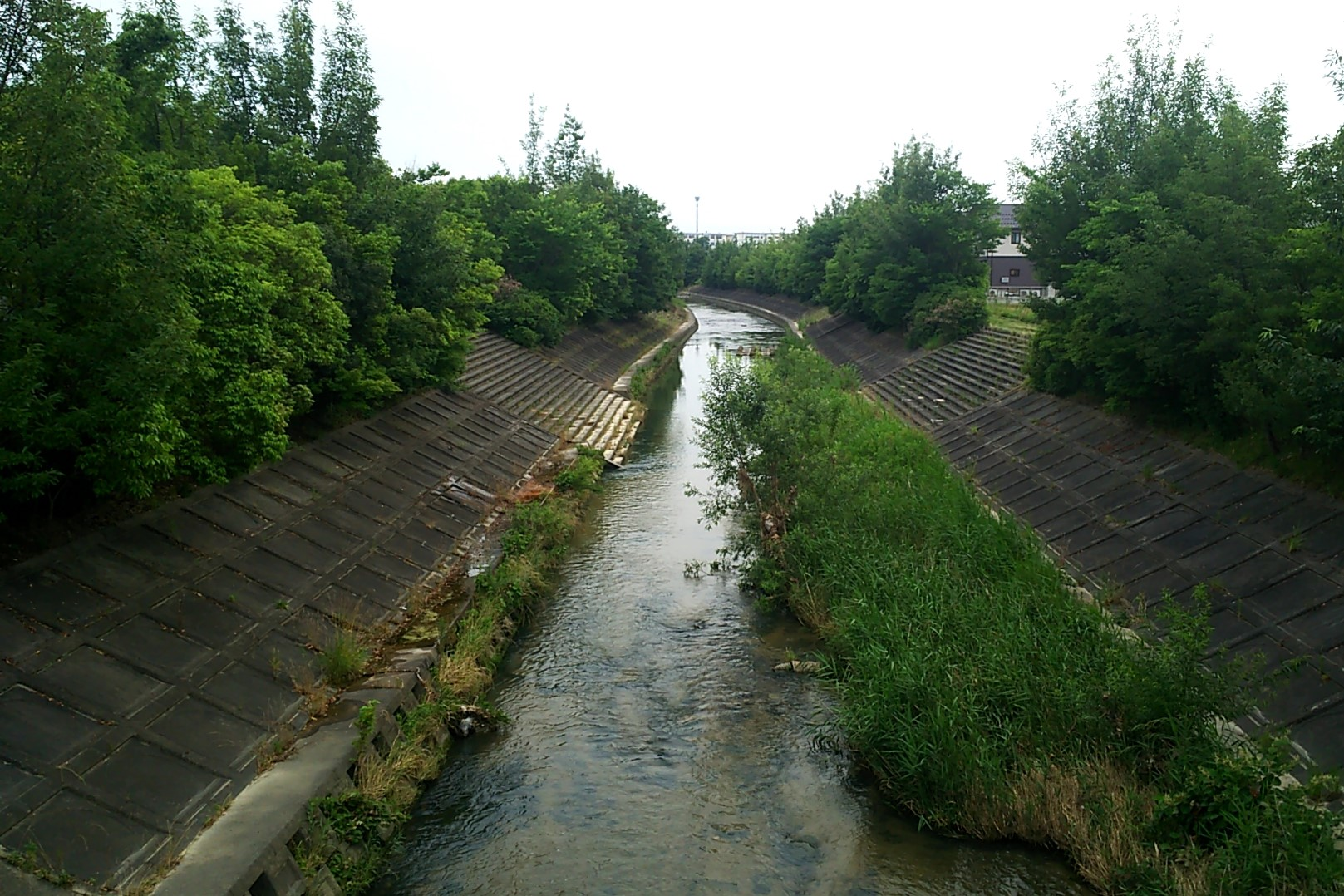
逢妻男川